# Sindaci di Grazzanise
Di seguito l'elenco cronologico dei sindaci di Grazzanise e delle altre figure apicali equivalenti che si sono succedute nel corso della storia.

## Regno di Napoli (1806-1816)
| omissis          | 1806           | 1811            |
| Paolo Florio     | 1811           | 1813            |
| Teofilo Parente  | 1813           | 20 maggio 1815  |
| Antonio Petrella | 20 maggio 1815 | 8 dicembre 1816 |

## Regno delle Due Sicilie (1816-1861)
| Antonio Petrella               | 8 dicembre 1816 | 1818          |
| Carlo Parente (I)              | 1818            | 1821          |
| Francesco Abbate               | 1821            | 1822          |
| Carlo Parente (II)             | 1822            | 1822          |
| Nicola Gravante                | 1822            | 1824          |
| Domenico Nuzzi                 | 1824            | 1825          |
| Bernardo Cajanelli             | 1825            | 1828          |
| Giovan Battista Petrella (I)   | 1828            | 1831          |
| Giovanni Gravante              | 1831            | 1834          |
| Carlo Abbate                   | 1834            | 1837          |
| Giovan Battista Petrella (II)  | 1837            | 1840          |
| Bernardo Caianiello            | 1840            | 1843          |
| Francesco Parente              | 1843            | 1853          |
| Giovan Battista Petrella (III) | 1853            | 1855          |
| Giuseppe Petrella              | 1855            | 1858          |
| Giovanni Nuzzi (I)             | 1858            | 5 agosto 1860 |
| Paolo Florio                   | 5 agosto 1860   | 17 marzo 1861 |

## Regno d'Italia (1861-1946)
| Sindaci nominati dal prefetto (1861-1889)                                        | Sindaci nominati dal prefetto (1861-1889) | Sindaci nominati dal prefetto (1861-1889) | Sindaci nominati dal prefetto (1861-1889) | Sindaci nominati dal prefetto (1861-1889) |
| Nominativo                                                                       | Mandato                                   | Mandato                                   |                                           |                                           |
| Nominativo                                                                       | Inizio                                    | Fine                                      |                                           |                                           |
| -------------------------------------------------------------------------------- | ----------------------------------------- | ----------------------------------------- | ----------------------------------------- | ----------------------------------------- |
| Paolo Florio                                                                     | 17 marzo 1861                             | 1866                                      |                                           |                                           |
| Luigi Longo (I)                                                                  | 1866                                      | 1870                                      |                                           |                                           |
| Giovanni Nuzzi (II)                                                              | 1870                                      | 1873                                      |                                           |                                           |
| Francesco Gravante (I)                                                           | 1873                                      | 1876                                      |                                           |                                           |
| Luigi Longo (II)                                                                 | 1876                                      | 1882                                      |                                           |                                           |
| Francesco Gravante (II)                                                          | 1882                                      | 1886                                      |                                           |                                           |
| Antonio Parente (I)                                                              | 1886                                      | 1887                                      |                                           |                                           |
| Francesco Gravante (III)                                                         | 1887                                      | 1889                                      |                                           |                                           |
| Sindaci eletti dal Consiglio comunale (1889-1926)                                |                                           |                                           |                                           |                                           |
| Nominativo                                                                       | Mandato                                   | Mandato                                   |                                           |                                           |
| Nominativo                                                                       | Inizio                                    | Fine                                      |                                           |                                           |
| Iginio Mazzoni (commissario prefettizio)                                         | 1889                                      | 1891                                      |                                           |                                           |
| Antonio Parente (II)                                                             | 1891                                      | 1896                                      |                                           |                                           |
| Giovanni Battista Petrella (I)                                                   | 1896                                      | 1896                                      |                                           |                                           |
| Vincenzo Perito (commissario prefettizio)                                        | 1896                                      | 1897                                      |                                           |                                           |
| Giovanni Battista Petrella (II)                                                  | 1897                                      | 1897                                      |                                           |                                           |
| Michelangelo Lavigna (commissario prefettizio)                                   | 4 novembre 1897                           | 1899                                      |                                           |                                           |
| Giovanni Battista Petrella (III)                                                 | 1899                                      | 1899                                      |                                           |                                           |
| Alfonso Parente (assessore facente funzioni)                                     | 1899                                      | 1899                                      |                                           |                                           |
| Salvatore Raimondo (assessore facente funzioni)                                  | 1899                                      | 1899                                      |                                           |                                           |
| Pasquale Raimondo (assessore facente funzioni)                                   | 1899                                      | 1899                                      |                                           |                                           |
| Iginio Mazzoni (commissario prefettizio)                                         | 30 novembre 1899                          | 11 gennaio 1900                           |                                           |                                           |
| Alfredo Esperson (commissario prefettizio)                                       | 1900                                      | 1900                                      |                                           |                                           |
| Giovanni Battista Petrella (IV)                                                  | 1900                                      | 1901                                      |                                           |                                           |
| omissis                                                                          | 1901                                      | 1907                                      |                                           |                                           |
| Giovanni Battista Petrella (V)                                                   | 1907                                      | 5 gennaio 1911                            |                                           |                                           |
| Arnaldo Andreani (commissario prefettizio)                                       | 5 gennaio 1911                            | 19??                                      |                                           |                                           |
| omissis                                                                          |                                           |                                           |                                           |                                           |
| Soppressione della carica di sindaco - podestà nominati dal prefetto (1926-1944) |                                           |                                           |                                           |                                           |
| Nominativo                                                                       | Mandato                                   | Mandato                                   |                                           |                                           |
| Nominativo                                                                       | Inizio                                    | Fine                                      |                                           |                                           |
| omissis                                                                          | 1926                                      | 1931                                      |                                           |                                           |
| Oreste Lauro (I)                                                                 | 1931                                      | 1932                                      |                                           |                                           |
| Enrico Lauro                                                                     | 1932                                      | 1934                                      |                                           |                                           |
| Oreste Lauro (II)                                                                | 1934                                      | 1939                                      |                                           |                                           |
| Giuseppe Carlino                                                                 | 1939                                      | 1940                                      |                                           |                                           |
| Enrico Raimondo                                                                  | 1940                                      | 1944                                      |                                           |                                           |
| Sindaci nel periodo costituzionale transitorio nominati dal CLN (1944-1946)      |                                           |                                           |                                           |                                           |
| Nominativo                                                                       | Mandato                                   | Mandato                                   |                                           |                                           |
| Nominativo                                                                       | Inizio                                    | Fine                                      |                                           |                                           |
| Giovanni Maria Parente                                                           | 1944                                      | 1944                                      |                                           |                                           |
| Giuseppe De Chiara (commissario prefettizio)                                     | 1944                                      | 1945                                      |                                           |                                           |
| Giovanni Gravante                                                                | 1945                                      | 1946                                      |                                           |                                           |
| Tommaso Tartaglione (commissario prefettizio)                                    | 1946                                      | 1946                                      |                                           |                                           |

## Repubblica italiana (dal 1946)
| Sindaci eletti dal Consiglio comunale (1946-1993)                                  | Sindaci eletti dal Consiglio comunale (1946-1993) | Sindaci eletti dal Consiglio comunale (1946-1993) | Sindaci eletti dal Consiglio comunale (1946-1993) | Sindaci eletti dal Consiglio comunale (1946-1993) | Sindaci eletti dal Consiglio comunale (1946-1993) | Sindaci eletti dal Consiglio comunale (1946-1993) | Sindaci eletti dal Consiglio comunale (1946-1993) |
| Nominativo                                                                         | Partito                                           | Partito                                           | Partito                                           | Partito                                           | Mandato                                           | Mandato                                           |                                                   |
| Nominativo                                                                         | Partito                                           | Partito                                           | Partito                                           | Partito                                           | Inizio                                            | Fine                                              |                                                   |
| ---------------------------------------------------------------------------------- | ------------------------------------------------- | ------------------------------------------------- | ------------------------------------------------- | ------------------------------------------------- | ------------------------------------------------- | ------------------------------------------------- | ------------------------------------------------- |
| Leonardo Parente (commissario prefettizio)                                         | -                                                 | -                                                 | -                                                 | -                                                 | 1946                                              | 1946                                              |                                                   |
| Mario Grassi (commissario prefettizio)                                             | -                                                 | -                                                 | -                                                 | -                                                 | 1946                                              | 1947                                              |                                                   |
| Enrico Parente                                                                     |                                                   | Democrazia Cristiana                              | Democrazia Cristiana                              | Democrazia Cristiana                              | 1947                                              | 1952                                              |                                                   |
| Giovanni Gravante ( I - II - III - IV)                                             |                                                   | Partito Socialista Democratico Italiano           | Partito Socialista Democratico Italiano           | Partito Socialista Democratico Italiano           | 1952                                              | 1969                                              |                                                   |
| Bernardo Caianiello                                                                |                                                   | Democrazia Cristiana                              | Democrazia Cristiana                              | Democrazia Cristiana                              | 1969                                              | 1970                                              |                                                   |
| Filippo Gravante                                                                   |                                                   | Democrazia Cristiana                              | Democrazia Cristiana                              | Democrazia Cristiana                              | 1970                                              | 26 agosto 1976                                    |                                                   |
| Raffaele Rega (commissario prefettizio)                                            | -                                                 | -                                                 | -                                                 | -                                                 | 26 agosto 1976                                    | 1978                                              |                                                   |
| Enrico Parente (I)                                                                 |                                                   | Democrazia Cristiana                              | Democrazia Cristiana                              | Democrazia Cristiana                              | 1978                                              | 7 settembre 1981                                  |                                                   |
| Vincenzo Madonna (commissario prefettizio)                                         | -                                                 | -                                                 | -                                                 | -                                                 | 1981                                              | 1981                                              |                                                   |
| Giovanfranco Gravante                                                              |                                                   | Partito Socialista Italiano                       | Partito Socialista Italiano                       | Partito Socialista Italiano                       | 1981                                              | 1983                                              |                                                   |
| Raffaele Rega (commissario prefettizio)                                            | -                                                 | -                                                 | -                                                 | -                                                 | 1983                                              | 10 gennaio 1984                                   |                                                   |
| Enrico Parente (II - III)                                                          |                                                   | Democrazia Cristiana                              | Democrazia Cristiana                              | Democrazia Cristiana                              | 10 gennaio 1984                                   | 21 novembre 1990                                  |                                                   |
| Marcello Vaio (I)                                                                  |                                                   | Democrazia Cristiana                              | Democrazia Cristiana                              | Democrazia Cristiana                              | 21 novembre 1990                                  | 11 settembre 1992                                 |                                                   |
| Natale Argirò, Donato Sorbo, Francesco Provolo (commissari straordinari)           | -                                                 | -                                                 | -                                                 | -                                                 | 11 settembre 1992                                 | 21 novembre 1994                                  |                                                   |
| Sindaci eletti direttamente dai cittadini (dal 1993)                               |                                                   |                                                   |                                                   |                                                   |                                                   |                                                   |                                                   |
| Nominativo                                                                         | Partito                                           | Partito                                           | Partito                                           | Partito                                           | Mandato                                           | Mandato                                           |                                                   |
| Nominativo                                                                         | Partito                                           | Partito                                           | Partito                                           | Partito                                           | Inizio                                            | Fine                                              |                                                   |
| Marcello Vaio (II)                                                                 |                                                   | Partito Popolare Italiano                         | Partito Popolare Italiano                         | Partito Popolare Italiano                         | 21 novembre 1994                                  | 26 gennaio 1998                                   |                                                   |
| Vittoria Ciaramella, Paolino Maddaloni, Carmelina Vargas (commissari straordinari) | -                                                 | -                                                 | -                                                 | -                                                 | 26 gennaio 1998                                   | 17 aprile 2000                                    |                                                   |
| Enrico Parente (I - II)                                                            |                                                   | Lista civica La svolta                            | Lista civica La svolta                            | Lista civica La svolta                            | 17 aprile 2000                                    | 30 marzo 2010                                     |                                                   |
| Pietro Parente                                                                     |                                                   | Lista civica La svolta                            | Lista civica La svolta                            | Lista civica La svolta                            | 30 marzo 2010                                     | 14 agosto 2012                                    |                                                   |
| Vittoria Ciaramella (commissario prefettizio)                                      | -                                                 | -                                                 | -                                                 | -                                                 | 14 agosto 2012                                    | 21 marzo 2013                                     |                                                   |
| Giovanni Migliorelli, Gerardo Quaranta, Nicola Auricchio (commissari straordinari) | -                                                 | -                                                 | -                                                 | -                                                 | 7 marzo 2013                                      | 12 maggio 2015                                    |                                                   |
| Vito Gravante                                                                      |                                                   | Lista civica L'Unione                             | Lista civica L'Unione                             | Lista civica L'Unione                             | 12 giugno 2015                                    | 5 luglio 2019                                     |                                                   |
| Aldo Aldi (commissario prefettizio)                                                | -                                                 | -                                                 | -                                                 | -                                                 | 5 luglio 2019                                     | 22 settembre 2020                                 |                                                   |
| Enrico Petrella                                                                    |                                                   | Lista civica Cento Passi                          | Lista civica Cento Passi                          | Lista civica Cento Passi                          | 22 settembre 2020                                 | in carica                                         |                                                   |